# Alceno

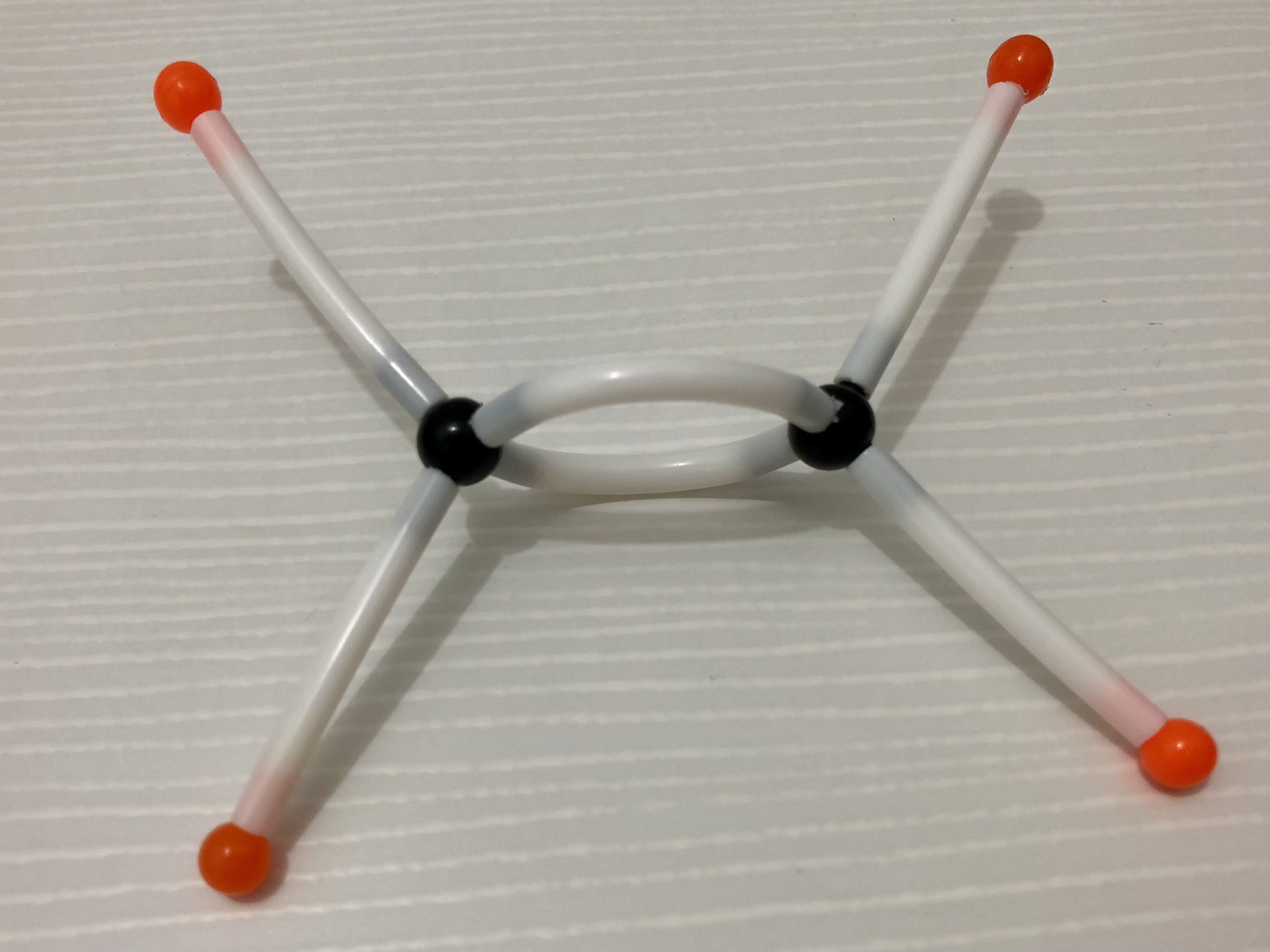
Eteno representado por um modelo molecular.

A característica química dos Alcenos, também conhecidos como alquenos ou olefinas, é a presença da ligação dupla C=C.São classificados como hidrocarbonetos alifáticos  insaturados. Os alcenos mais simples, que apresentam apenas uma ligação dupla, formam uma série homóloga, com fórmula geral CnH2n. Os alcenos são a matéria-prima para vários produtos utilizados em nosso cotidiano: sacos de polietileno, vasilhames de polipropileno, canos de policloreto de vinila (PVC-polivinylchloride). Os alcenos são produzidos em quantidades de megatoneladas a partir do craqueamento do petróleo[carece de fontes?] para a obtenção de polímeros.

## Estrutura

### Forma

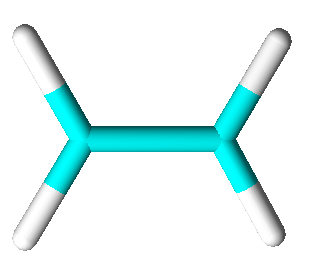
visualização da estrutura do eteno

O modelo VSEPR de repulsão de pares de elétrons (ver ligação covalente), prevê que  os ângulos das ligações em cada carbono da ligação dupla com uma ligação dupla sejam próximos a 120°. Pequenas variações ocorrem pelo maior requerimento angular devido ao tamanho do grupo ligado à dupla C=C. Por exemplo o ângulo de ligação no C-C-C no propeno (propileno) é 123,9°. Os átomos ligados aos carbonos da dupla ligação estão em um mesmo plano, assim a ligação dupla C=C define uma região planar na molécula.
A ligação dupla não apresenta a possibilidade de rotação em torno da ligação C=C, e por isso os dois lados da ligação dupla podem ser diferentes, como o 2-buteno, que apresenta dois isômeros geométricos, chamados de cis/trans ou E/Z.  

### Ligação química em alcenos
O modelo da teoria de ligação de valência (TLV) para os alcenos propõe que as ligações duplas sejam descritas através da sobreposição de orbitais atômicos dos átomos, utilizando o conceito de hibridização de ligações químicas. 
A ligação dupla de carbono-carbono consiste em uma ligação sigma e uma ligação pi e os carbonos da dupla ligação usam três orbitais híbridos sp² para formar as ligações sigmas e os orbitais não hibridizados 2p de ambos os carbonos, combinam-se para formar a ligação pi. A segunda ligação ocorre simultaneamente acima e abaixo do plano das ligações sigma e é mais fraca do que a primeira ligação. Enquanto uma ligação C-C simples tem entalpia de dissociação de 82 kcal/mol, a ligação dupla tem 62 kcal/mol. 
A estabilidade relativa de alcenos depende da substituição da ligação dupla. A energia liberada em reações de hidrogenação que resultam em um mesmo produto é menor em alcenos com mais substituintes na ligação dupla do que em alcenos menos  substituídos, o que é um evidência da menor energia relativa destes compostos. Alcenos trans são mais estáveis do que alcenos cis, pela repulsão entre os grupos no espaço. 

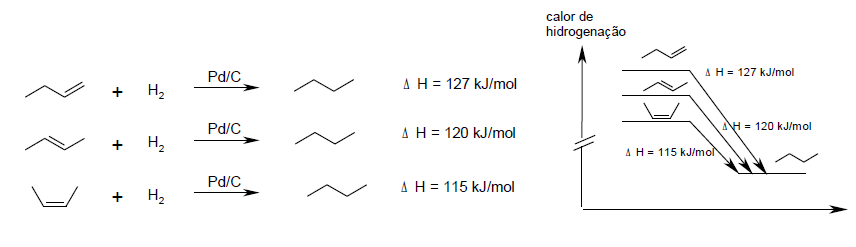
energia de hidrogenação de butenos

## Propriedades Físicas
A maior parte das propriedades físicas de alcenos e alcanos são semelhantes: baixo ponto de fusão e ebulição, insolúveis em água, baixa densidade e viscosidade.  O estado físico depende da massa molecular: como os hidrocarbonetos saturados correspondentes: os alcenos mais simples, eteno, propeno e buteno são gases à temperatura ambiente. Alcenos lineares com aproximadamente cinco a dezesseis carbonos são líquidos e alcenos superiores são sólidos cerosos. 
| Nome do alceno | Fórmula do Alceno | Formula Estrutural Simples | P.F. (ºC) | P.E. (ºC) | Grupo substituinte |
| eteno          | C2H4              | H2C=CH2                    | -169      | -103,7    | etil(a)            |
| propeno        | C3H6              | H2C=CH-CH3                 | -185      | -47,7     | propil(a)          |
| but-1-eno      | C4H8              | H2C=CH-CH2-CH3             | -130      | -6,3      | butil(a)           |

Alcenos geralmente têm cheiros mais fortes que o alcano correspondente. É descrito que o etileno tem um odor "doce", enquanto o etano é inodoro, por exemplo. 

## Nomenclatura
O nome conforme as regras da IUPAC para os alcenos é gerado pelo uso do prefixo indicando o número de carbonos da cadeia principal, seguido pelo sufixo en + o (indica que é um hidrocarboneto). O nome de CH2 = CH2 é eteno.
Em alcenos em que existe a possibilidade de isômeros que difiram pela localização da ligação dupla, é necessário indicar a posição da ligação dupla da seguinte forma:
1. Numere a cadeia de carbono mais longa que contém a ligação dupla na direção que dá aos átomos de carbono da ligação dupla os números mais baixos possíveis.
2. Indique a localização da ligação dupla pela localização do seu primeiro carbono.
3. Nomeie alcenos ramificados ou substituídos de maneira semelhante aos alcanos.
4. Numere os átomos de carbono, localize e nomeie grupos substituintes, localize a ligação dupla e nomeie a cadeia principal. Para formar a raiz dos nomes IUPAC para alcenos, basta alterar o -infixo do pai para -en-. As olefinas compreendem um amplo conjunto de alquenos cíclicos e acíclicos e também dienos e polienos.[2]

### Sistema IUPAC
O nome de todos os alcenos começa com o prefixo (indicativo do número de carbonos) e termina com o sufixo -eno.

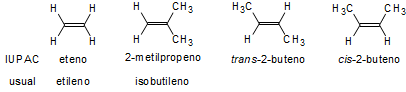
nomenclatura de alcenos

### Notaçãocis-trans
No caso específico de alcenos dissubstituídos, em que os dois carbonos têm um substituinte cada, a notação cis-trans pode ser usada. Se ambos os substituintes estão no mesmo lado da ligação, é definido como cis-. Se os substituintes estiverem em ambos os lados da ligação, é definido como trans-.

### NotaçãoE – Z
Quando um alceno possui mais de um substituinte (especialmente necessário com 3 ou 4 substituintes), a geometria da ligação dupla é descrita usando as letras E e Z. Esses rótulos são provenientes das palavras alemãs entgegen, que significa "oposto", e zusammen, que significa " juntos". Os alcenos com os grupos de prioridade mais alta (conforme determinado pelas regras CIP) do mesmo lado da ligação dupla têm esses grupos juntos e são designados Z. Os alcenos com os grupos de prioridade mais alta nos lados opostos são designados E.

## Reatividade

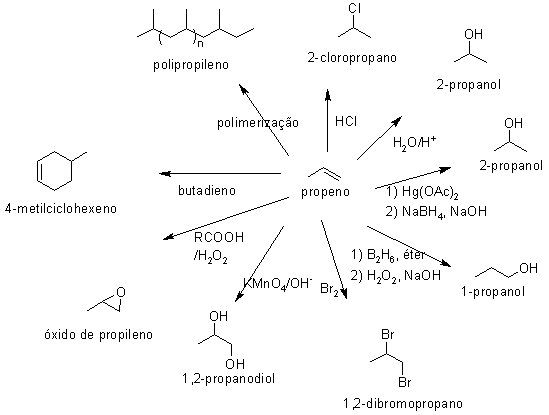
reações de adição a alcenos

Os alcenos são mais reativos que outros hidrocarbonetos e a principal reação é a adição de eletrófilos, em que os elétrons da ligação dupla são utilizados para a formação de ligações simples com os outros reagentes. 

### Hidrogenação
A hidrogenação de alcenos produz os alcanos correspondentes. A reação é realizada sob pressão a uma temperatura de 200°C na presença de um catalisador metálico. Catalisadores industriais comuns são baseados em platina, níquel ou paládio. Para sínteses de laboratório, o níquel Raney (uma liga de níquel e alumínio) é frequentemente empregado. O exemplo mais simples dessa reação é a hidrogenação catalítica do etileno para produzir etano:
CH2 = CH2 + H2 → CH3 – CH3

### Adição Eletrofílica
A adição de HCl resulta na formação de haloalcanos ou haletos de alquila. A adição segue a regra de Markovinikov, em que o átomo de hidrogênio se dirige ao carbono com mais hidrogênios e o halogênio se dirige ao carbono mais substituído. A adição de Cl ao propeno forma 95 % de 2-cloropropano e 5 % de 1-cloropropano.
A adição de água em meio ácido forma álcoois. Uma das maiores fontes de etanol é a hidratação (adição de água) de etileno, . Este processo é usado em países com pequena extensão territorial ou com climas não-propícios à produção de cana-de-açúcar. A fermentação da cana forma etanol, que pode ser destilado resultando em bebidas como a cachaça ou combustível, como o álcool. O teor alcoólico máximo do destilado chega a 95 %, porém não passa deste valor pela formação de um azeótropo com a água. 

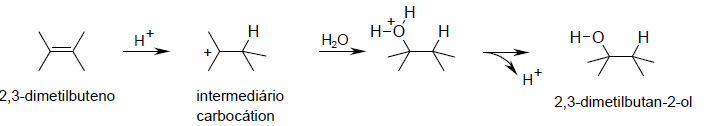
hidratação de alcenos

A hidratação de alcenos em meio ácido segue a regra de Markovinikov, porém pode resultar no rearranjo estrutural por migração de hidreto, formando preferencialmente os álcoois terciários. Para evitar o rearranjo, a mercuração-demercuração é utilizada. A obtenção de álcoois primários pode ser realizada pela reação de hidroboração-oxidação.
A halogenação forma os dihaloalcanos vicinais. A adição é trans e resulta em diferentes diastereoisômeros se a reação ocorre em alcenos cis ou trans.

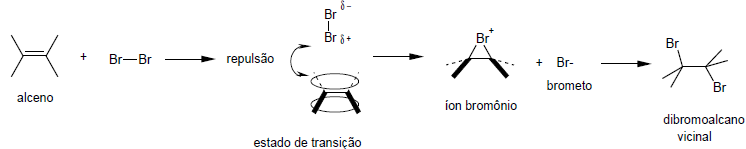
mecanismo de bromação de alcenos

A reação com permanganato que forma dióis vicinais cis, a oxidação com perácidos, que forma epóxidos e a reação de Diels-Alder com dienos, que forma compostos cíclicos.
A reação de maior importância tecnológica é a polimerização, onde a ligação dupla dá origem a duas ligações com outras moléculas e assim por diante, formando grande parte dos plásticos usados no mundo, como polietileno, ABS (plástico) e borracha sintética.

## Síntese e obtenção de alcenos

muscaluro- hormônio da mosca doméstica

Compostos com ligação dupla são relativamente comuns em biomoléculas. O eteno é um hormônio natural para o amadurecimento de frutas e essa propriedade é usada na indústria de alimentos. Normalmente, as frutas são colhidas ainda verdes, devido a problemas de transporte e armazenamento, e deixadas em grandes armazéns refrigerados. No momento de serem comercializadas, são colocadas em um recinto fechado e tratadas com gás etileno, o que faz com que o amadurecimento ocorra mais rapidamente. Mesmo em nível doméstico, pode-se usar essa propriedade do etileno para o amadurecimento de bananas, embrulhando em papel jornal ou deixando em um recipiente fechado para impedir  que o eteno se disperse no ar; o octadeceno está presente no fígado de peixes e o limoneno está presente em cascas de frutas cítricas. Alguns feromônios (ou semioquímicos – moléculas sinalizadoras) são alcenos de cadeia longa, como o muscaluro (cis-9-tricoseno), feromônio de 23 átomos de carbono, produzido pela fêmea da mosca doméstica.

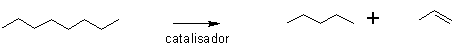
craqueamento de alcano forma alcenos

As principais reações de síntese de alcenos em laboratório são a eliminação a partir de halogenetos de alquila, álcoois e outras moléculas com grupos de saída e a reação de Wittig.
A eliminação β pode ocorrer através do mecanismo E2 ou E1, sendo que o mecanismo E2 requer o uso de bases fortes para a abstração do hidrogênio  β ao grupo de saída (um halogênio ou éster de alquilsulfonato). Para produtos não simétricos, os alcenos mais substituídos (aqueles com menos hidrogênios ligados ao C = C) tendem a predominar (consulte a regra de Zaitsev).
A desidratação de álcoois por ácidos fortes, como o ácido sulfúrico, ocorre pelo mecanismo E1. Por exemplo, a desidratação do etanol produz eteno, que tem sido utilizado na produção de "polietileno verde",[carece de fontes?] com a ideia de remover dióxido de carbono da atmosfera a partir da fixação por vegetais e o uso da biomassa na produção de plástico.
A reação de Wittig envolve a reação de um aldeído ou cetona com um fosforano do tipo Ph3P = CHR para produzir um alceno e Ph3P = O. O fosforano é equivalente a um carbânion, preparado a partir de trifenilfosfina e um halogeneto de alquila. 

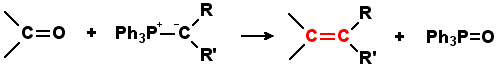
reação de Wittig

A reação é bastante geral e muitos grupos funcionais são tolerados, mesmo ésteres, como neste exemplo:

exemplo de reação de Wittig